# Друйка
Дру́йка (бел. Дру́йка) — река в Браславском районе Витебской области Беларуси.
Друйка вытекает из озера Дривяты (Браславская группа), протекает 52 км по Браславской гряде, после чего впадает в Западную Двину. Площадь бассейна — 1050 км². В течении реки находятся озёра Цно, Неспиш, Недрово.
У деревни Друйск расположена Браславская ГЭС, также позволяющая регулировать уровень воды в Браславских озёрах. Впадает Друйка в Западную Двину около агрогородка Друя.

## Основные притоки
Реки Яёвка (лв.), Плода (пр.), Плескавица (лв.) и Обабица (пр.).

## На реке
Агрогородок Друя, Браславская ГЭС.

## Название
А. Ванагас, для названия реки Druja (Друйка) приводит соответствия на территории Литвы: Druja, Druoja, и связывает их с др.-инд. draváḥ «бег, течение; жидкость», drávati «бежит, течет». По мнению Р. И. Овчинниковой название Друя (Друйка) состоит из гидронимических элементов др- (Дрисса, Драй, Друть, Дривяты, Дрисвяты, Дретунь и т. д.) и -я (Освея, Турья, Сарья и т. д.), которые она сопоставляет с финно-угорским тур — «озеро» и ойя, оя — «ручей, речка». Гидроним означает «озёрная речка». А. А. Шахматов считает, что гидронимы Друйка, Дрисвята, Дривяты, Дрисса связаны с кельтским dru- — «течь». Ю. Ю. Трусман выводит название Друя из финского töyrä — «большой холм, крутизна, обрыв».